# زيرسيز لويس
زيرسيز لويس (بالفرنسية: Xercès Louis)‏ (31 أكتوبر 1926 في مارتينيك) لاعب كرة قدم فرنسي معتزل كان يجيد اللعب في خط الوسط . شارك مع منتخب فرنسا في نهائيات بطولة كأس العالم لكرة القدم 1954 التي أقيمت في سويسرا وخرج من الدور الأول .

## روابط خارجية
- زيرسيز لويس على موقع الاتحاد الدولي (مؤرشف)  (الإنجليزية)
- زيرسيز لويس على موقع قاعدة بيانات كرة القدم.إي يو (الإنجليزية)
- زيرسيز لويس على موقع ناشيونال فوتبول تيمز (الإنجليزية)
- زيرسيز لويس على موقع Soccerway.com (الإنجليزية)
- زيرسيز لويس على موقع عالم كرة القدم.نت (الإنجليزية)